# 阿格里科拉 (堪薩斯州)
阿格里科拉（Agricola）為美國堪薩斯州科菲縣的一座非建制地區。

## 歷史
艾奇遜，托皮卡和聖塔菲鐵路於阿格里科拉境內設有一座車站。
此社區的郵政局於1875年8月19日至1974年1月18日期間營運，在營運時期郵政局曾稱哈德潘（Hardpan）。